# Hamburger Sport-Verein Futsal
La squadra di futsal dell'Hamburger SV (fino al 2023 HSV-Panthers, fino al 2017: Hamburg Panthers) è una squadra tedesca di futsal con sede ad Amburgo, affiliata all'Hamburger SV. La squadra ha vinto quattro volte il Campionato tedesco di futsal, diventando così la squadra campione tedesca. Inoltre, gli amburghesi sono membri fondatori della Futsal Bundesliga.

## Storia
La società è stata fondata nel 2011 come "Hamburg Panthers" da Onur Ulusoy e già nella prima stagione ha vinto il campionato tedesco, imponendosi dapprima nel proprio girone e quindi superando nella finale nazionale le Panthers Köln. Nel 2017 la società si affilia alla polisportiva Hamburger Sport-Verein, modificando la propria denominazione in "HSV-Panthers". Nel 2023 la squadra di calcio a 5 viene assorbita definitivamente dalla polisportiva, adeguando la denominazione sociale in "HSV-Futsal".

## Palmarès
- Campionato tedesco di calcio a 5: 4
  - 2011-12, 2012-13, 2014-2015, 2015-16